# IB1-tekst
De IB1-tekst is de oude benaming van de registratietekst van een geneesmiddel bedoeld voor arts en/of apotheker zoals het College ter Beoordeling van Geneesmiddelen (CBG) die heeft goedgekeurd.
Tegenwoordig heet de IB1 tekst de SmPC of SPC, wat staat voor Summary of Product Characteristics, of in het Nederlands: Samenvatting van de kenmerken van het product.
De SPC is volgens de Europese richtlijn 2001/83/EG een verplicht onderdeel van de handelsvergunning. Dit is dus in alle Europese lidstaten een verplichte tekst.

## Opbouw van de SPC[2]
De SPC tekst heeft een vaste opbouw, die is voorgeschreven door de Quality Review of Documents (QRD) working group van het EMA. De QRD-working group heeft op Europees niveau een QRD-template ontwikkelt die gevolgd dient te worden.
1. Naam van het geneesmiddel

2. Kwalitatieve en kwantitatieve samenstelling

3. Farmaceutische vorm
4 Klinische gegevens
4.1 Therapeutische indicaties

4.2 Dosering en wijze van toediening

4.3 Contra-indicaties

4.4 Bijzondere waarschuwingen en voorzorgen bij gebruik

4.5 Interacties met andere geneesmiddelen en andere vormen van interactie

4.6 Vruchtbaarheid, zwangerschap en borstvoeding

4.7 Beïnvloeding van de rijvaardigheid en het vermogen om machines te bedienen

4.8 Bijwerkingen

4.9 Overdosering
5. Farmacologische eigenschappen
5.1 Farmacodynamische eigenschappen

5.2 Farmacokinetische eigenschappen

5.3 Gegevens uit het preklinisch veiligheidsonderzoek
6. Farmaceutische gegevens
6.1 Lijst van hulpstoffen

6.2 Gevallen van onverenigbaarheid

6.3 Houdbaarheid

6.4 Speciale voorzorgsmaatregelen bij bewaren

6.5 Aard en inhoud van de verpakking (en speciale benodigdheden voor gebruik, toediening of implantatie)

6.6 Speciale voorzorgsmaatregelen voor het verwijderen (en andere instructies)
7. Houder van de vergunning voor het in de handel brengen

8. Nummer(s) van de vergunning voor het in de handel brengen

9. Datum van eerste verlening van de vergunning/verlenging van de vergunning

10. Datum van herziening van de tekst

11. Dosimetrie

12. Instructies voor de bereiding van radioactieve geneesmiddelen
Rubrieken 11 en 12 zijn alleen van toepassing bij radiologische geneesmiddelen. Alle andere rubrieken komen in principe altijd voor.
De QRD template schrijft ook sommige standaardteksten voor, die altijd op die manier met die bewoordingen in de tekst moeten staan. Deze zijn ook te vinden in de template. Daarnaast kent de template voorschriften omtrent de etikettering en de bijsluitertekst.

## Voetnoten, bronnen en links
1. ↑  geconsolideerde tekst van richtlijn 2001/83/EC (Engels). Europese Commissie (28 november 2004).
2. ↑  De QRD templates voor de productinformatie van geneesmiddelen in alle Europese talen op de website van het Europees Geneesmiddelenbureau (EMA). Working Group on Quality Review of Documents (QRD) (22 april 2016). Gearchiveerd op 9 augustus 2017. Geraadpleegd op 9 augustus 2017.